# Soyuz-U2

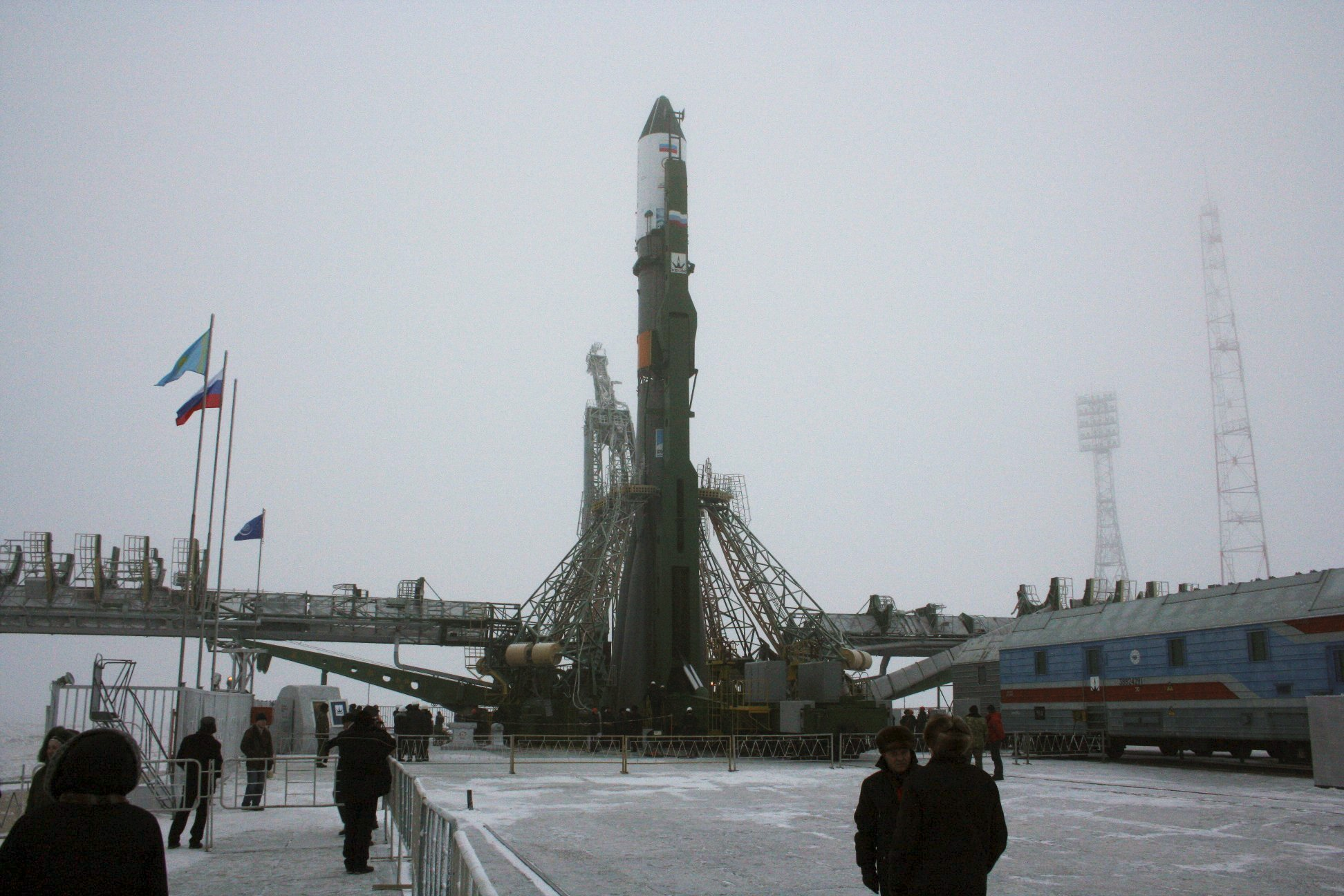
Um foguete Soyuz-U, similar ao Soyuz-U2 na plataforma de lançamento.

O Soyuz-U2 (11A511U2 ou 11A511K), em russo Союз, (União) - foi um veículo de lançamento descartável projetado pelo bureau OKB-1 na União Soviética desde a década de 1960, e fabricado no TsSKB-Progress, em Samara, na Rússia.
Ele foi uma derivação do Soyuz-U, sendo caracterizado por uma melhor performance, devido ao uso de querosene sintética (syntin) como propelente no lugar do conhecido RP-1.
Com essa maior potência a disposição, o Soyuz-U2 permitia o lançamento de espaçonaves mais pesadas, ou podia conduzir as espaçonaves mais leves a órbitas mais altas. Em 1996, foi anunciado que o Soyuz-U2 foi retirado de serviço, pois a vantagem na performance devido ao uso do syntin, não justificava os custos adicionais na produção. O último voo desse modelo ocorreu no ano anterior.
A utilização primária do lançador Soyuz-U2 foi no lançamento de satélites de reconhecimento Yantar, de espaçonaves Soyuz e Progress, estas últimas para reabastecer a estação espacial Mir. Devido as semelhanças entre o Soyuz-U e o U2, o número exato de lançamentos é duvidoso, havendo estimativas entre 66 e 92 lançamentos. Sendo duvidoso também o número de falhas desse modelo, estimativas indicam algo entre zero e duas falhas.